# Leggo
Leggo è un quotidiano Italiano d'informazione distribuito gratuitamente, caratterizzato da un formato semi-tascabile. È edito dal gruppo Caltagirone Editore ed è diretto da Fabrizio Nicotra, subentrato a Davide Desario, che a sua volta era stato preceduto da Alvaro Moretti.

## Storia
Il primo numero è uscito il 5 marzo 2001, sotto la direzione di Giuseppe Rossi. 
Leggo è l'unico quotidiano a distribuzione gratuita rilevato da Audipress. Nel trimestre aprile-giugno 2018 ha avuto una media di 556 000 lettori.
Dal 21 novembre 2011 è attivo il nuovo sito web della testata. Nel 2018 è salito all'11ª posizione tra i siti italiani d'informazione.